# Sparring 3
Sparring 3 ist das dritte Mixtape des deutschen Rappers Olli Banjo. Es erschien am 25. April 2008 über das Independent-Label Headrush Records.

## Hintergrund
In den Jahren 2003 bis 2008 veröffentlichte Olli Banjo im jährlichen Abstand ein Soloalbum und ein Mixtape. Nachdem im Jahr 2007 das Studioalbum Lifeshow erschienen war, veröffentlichte Headrush Records Ende des Jahres den Exclusive-Album Lost Tapes mit unveröffentlichten Tracks. 2008 erschien dann, wie bereits in den Jahren 2004 und 2006, ein Mixtape der Sparring-Reihe. In einem Interview äußerte sich Banjo zu dem jährlichen Rhythmus und erklärte, dass dieser nach Sparring 3 durchbrochen werden wird, da der Musiker vor seinem vierten Soloalbum ein Rockalbum veröffentlichen möchte.

## Titelliste
1. Intro – 1:19

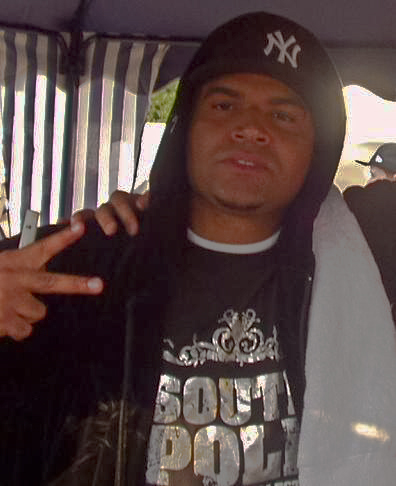
Rapper Olli Banjo

2. Sparring III Theme (feat. Jasmin Shakeri) – 3:19
3. Denkmal (feat. Kool Savas, Caput und Moe Mitchell) – 3:27
4. Hoch Uff Die Box (feat. K.I.Z) – 5:12
5. Unmöglich Pt. II (feat. Laas Unlimited) – 3:11
6. Boxring (feat. B-Tight) – 4:11
7. Ich geh Boxen – 2:48
8. 16 Takte Schwachsinn (feat. Maeckes & Plan B) – 3:35
9. Graffiti & Rap – 3:05
10. Kidz – 2:01
11. Ich fliege über Deutschland (feat. Gregpipe) – 3:05
12. Luke Skywalker – 3:44
13. Viel zu klärn (feat. Jonesmann) – 2:41
14. Nur für euch (feat. Lisi) – 3:57
15. Kollabo des Todes (feat. Tone) – 3:03
16. Zwischen Genie & Wahnsinn (feat. F.R.) – 2:58
17. Der Auftrag (feat. Marteria) – 2:30
18. Amoklauf (feat. Curse) – 3:00
19. Revolution (feat. Planet Asia) – 3:13
20. Wie Schön (feat. Retrogott) – 3:03
21. Abgetaucht (feat. PMA & Mädness) – 2:33
22. Wer? (feat. Manolito Mengele und DJ Flow) – 3:14

## Gastbeiträge

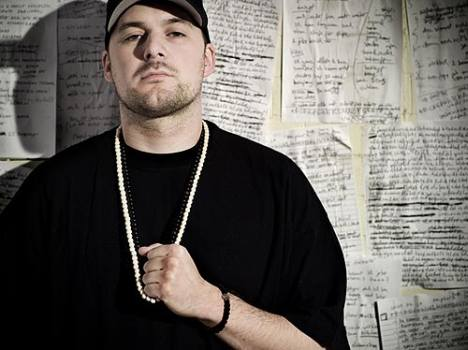
Kool Savas im Jahr 2008

Die Gastmusiker stellen ein wesentliches Element des Konzepts der Sparring-Mixtapes dar. Bereits auf den ersten beiden Teilen waren eine Vielzahl an Gastrappern vertreten. In einem Interview sagte Banjo zu den Zusammenarbeiten auf Sparring und Sparring 2, dass er nachträglich mit allen Gastbeiträgen „immer noch glücklich“ ist. Zwei Rapper sind bisher auf allen Teilen von Sparring zu hören. Diese sind Jonesmann und Curse.
Auf Denkmal sind die Rapper Kool Savas und Caput sowie der Sänger Moe Mitchell von dem Berliner Label Optik Records vertreten. Savas nahm bereits das Stück Selbstmord mit Olli Banjo für Sparring auf. Ein weiterer bekannter Rapper ist der bei Aggro Berlin unter Vertrag stehende B-Tight, der auf dem Lied Boxring auftaucht.
Des Weiteren sind zahlreiche Hip-Hop-Musiker, die 2007 einen größeren Bekanntheitsgrad erreichten und sich dadurch auszeichnen, dass sie sich von Gangster-Rap, welcher den deutschen Hip-Hop die Jahre zuvor geprägt hatte, distanzieren, auf Sparring 3 zu hören. Dazu gehören Marteria, auf welchen Olli Banjo von Sherin Kürten von der Agentur Classic Media aufmerksam gemacht wurde, Huss & Hodn, Maeckes & Plan B sowie die Berliner Gruppe K.I.Z.

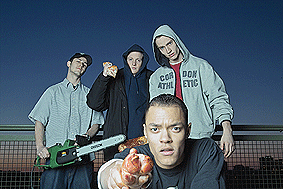
Die Hip-Hop-Gruppe K.I.Z

„Schivv hat mir den Track Pornofilmkäse von Huss & Hodn geschickt, den ich [...] sofort überfresh fand. Der Beat und der Flow sagen einfach: Ist mir doch scheißegal, ich will gar nicht nach oben, ich mache einfach nur arschcoole Musik. Das imponiert mir [...]. Ich bin ja auch ein großer K.I.Z-Fan, ich fühle die Jungs. […] Oder Maeckes & Plan B, die auch auf einem ganz anderen Film unterwegs sind als diese ganzen Smack-DVD-Klone, die a cappellas schreiben und sich für Rapper halten. Ich bin ein Freund von Charakteren. Alle Nachwuchsrapper sollten sich das zu Herzen nehmen: Es gibt nur einen Kool Savas, nur einmal K.I.Z, nur einen Olli Banjo. Aber Smack-DVD-Klone gibt es wie Sand am Meer.“

Auf zwei Musikstücken sind weibliche Hip-Hop-Musiker vertreten. Diese sind die Rapperin Lisi und Jasmin Shakeri. Auf Wer? sind DJ Flow sowie Manolito Mengele, der auf Konzerten als Back-Up-Rapper von Banjo auftritt, zu hören. Der Frankfurter Tone war an der Entstehung von Kollabo des Todes, F.R. an Zwischen Genie & Wahnsinn und Gregpipe an Ich fliege über Deutschland beteiligt.

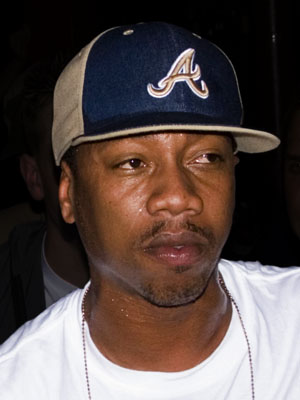
Rapper Planet Asia

Des Weiteren ist das Stück Unmöglich Pt. II hervorzuheben. Für Sparring 2 entstand das Lied Unmöglich mit dem Rapper Samy Deluxe. Im Rahmen der Entstehung von Sparring 3, wollte Olli Banjo eine Fortsetzung des Musikstücks aufnehmen. Der Beat und Banjos Strophe standen bereits fest, Samy Deluxe fiel jedoch keine zufriedenstellende Strophe für den Titel ein. Dies führte dazu, dass Banjo den Rapper Laas Unlimited anrief. Laut Aussage von Olli Banjo, hat dieser „den Track letztlich gerettet“.
Als einziger US-amerikanischer Gastmusiker tritt der Rapper Planet Asia auf dem Lied Revolution in Erscheinung.

„MeMyselfAndI hat mir erzählt, dass Planet Asia gerade mit DJ Adlib und ihm eine Platte unter dem Projektnamen Da Legacy aufnimmt. Die haben mich dann gefragt, ob ich ein Feature für das Album machen würde, also habe ich gefragt, ob er im Gegenzug ein Feature auf Sparring 3 machen würde. Beim ersten Treffen war er zunächst sehr zurückhaltend, fast abweisend. [...] Später habe ich ihm dann die Aufnahmen von meinem Splash!-Auftritt gezeigt, da war er plötzlich ganz begeistert, wollte direkt mit mir auf Tour gehen und mit Savas, Booba und mir eine Wu-Tang-mäßige Hip-Hop-Crew bilden. [...] (lacht)“

## Produktion
An der Produktion von Sparring 3 waren die Hip-Hop-Produzenten Roe Beardie, Feedback, Bounce Brothas, Bock Auf'n Beat, Beatgees, DJ Flow und Melbeatz beteiligt. Roe Beardie, der den Großteil der Tonträger von Olli Banjo produziert, tritt auch auf Sparring 3 als Hauptproduzent in Erscheinung. Er hat die Musikstücke Sparring III Theme, Boxring, Ich Geh Boxen, Graffiti & Rap, Ich fliege über Deutschland, Viel zu klärn, Kollabo des Todes, Zwischen Genie & Wahnsinn, Der Auftrag, Revolution, Wie schön und Abgetaucht produziert. Der Beat zu Denkmal wurde von Feedback beigesteuert. Die Bounce Brothas sind für die musikalische Untermalung der Lieder Hoch Uff Die Box, Unmöglich Pt. II und Nur für euch verantwortlich. Bock Auf'n Beat steuerte das Stück 16 Takte Schwachsinn und Melbeatz das Lied Kidz dem Mixtape bei. Außerdem wurde Amoklauf von Beatgees und Wer? von DJ Flow produziert.
DJ Dag steuerte die Cuts für einige Stücke bei. Diese sind Ich Geh Boxen, Kidz, Luke Skywalker, Der Auftrag und Revolution. Im Falle des Lieds Graffiti & Rap wurden die Cuts von DJ Griot beigesteuert.

## Vermarktung
Zu dem Lied Denkmal wurde ein Video gedreht. Dieses entstand unter der Regie von Katja Kuhl, die auch auf früheren Veröffentlichungen Olli Banjos die Gestaltung der Pressefotos und der Videos übernommen hatte. Der Clip zu Denkmal feierte am 11. April 2008 auf der Internetseite zu Mixery Raw Deluxe Premiere.
Außerdem wurde vor der Veröffentlichung ein Snippet, eine Tondatei, in der ein Großteil der sich auf einem Album befindenden Titel angespielt werden, im Internet zur Verfügung gestellt.

## Rezeption

### Erfolg
Sparring 3 stieg auf Platz 41 der deutschen Album-Charts ein.

### Kritik
Die Internetseite Rap.de schrieb in ihrer Rezension, dass Sparring 3 die beiden ersten Teile der Reihe übertrifft. Dabei wird die „Performance des Rappers“ und die Arbeit der Produzenten positiv hervorgehoben.
Die E-Zine Laut.de wertete Sparring 3 mit drei von möglichen fünf Bewertungspunkten. Redakteur Gässlein hebt in der Rezension hervor, dass der dritte Teil der Reihe eine Steigerung zu seinen Vorgängern ist, dabei aber trotzdem „weit entfernt“ von der Qualität der Alben Lifeshow und Shizogenie bleibt. Positiv werden von Laut.de die Sololieder Ich Geh Boxen, Graffiti Und Rap, Luke Skywalker und Kids gewertet. Dagegen werden die Beiträge von K.I.Z, Maeckes & Plan B, Kurt Hustle sowie Gregpipe und Laas Unlimited negativ kritisiert. Die Auftritte von Lisi und B-Tight werden von der Redaktion als „positive Überraschung“ bezeichnet.

„Hinsichtlich Raptechnik und Freshness ist Banjo längst nicht mehr aus den deutschen Top 5 wegzudenken. Wenn er sich Mühe gibt. Im Zusammenspiel mit anderen Rapstars tut er es kurioserweise nicht immer.“